# Nathalie Meskens
Nathalie Meskens (Antwerpen, 21 april 1982) is een Vlaams actrice, presentatrice en zangeres.

## Biografie
Meskens studeerde aan de Toneelacademie in Maastricht. Ze werd bij het grote publiek bekend dankzij haar rol in de televisieserie Kaat & co, die vijf seizoenen liep op één. Ze was ook te zien als omroepster in het humoristische programma Als 't maar beweegt met Stany Crets en Peter Van den Begin. Verder speelde ze gastrollen in Kinderen van Dewindt en De co-assistent en ze had een rol in de films Blinker en Blinker en het Bagbag-juweel.
Ze speelde in het Mechels theater 't Arsenaal de producties Hedda, Hoe ver het is van hier, Het Zuchten en De Kollega's. Met vier collega-actrices van de Maastrichtse toneelschool richtte ze het theatercollectief Norfolk op.
Ze treedt ook op als zangeres. In maart 2009 gaf ze een concert in Schoten, op de piano begeleid door Jeroen Tilkin en zong ze nummers van onder meer Randy Newman, Gnarls Barkley en Amy Winehouse. Tevens zong ze mee op het album Modderstroom van de Sint Andries MC's.
Meskens was in 2009 te zien als prinses Mathilde in het humoristische VTM-programma Wij van België, dat origineel bedoeld was als onderdeel van het televisieprogramma De Zwarte Doos, maar uiteindelijk een volwaardig programma werd. Walter Baele speelde de rol van prins Filip.
Meskens is in 2007 gehuwd met de Vlaamse acteur Jeroen Van Dyck. Vanaf 18 september 2009 waren ze samen te zien in de telenovelle David op VTM. Toen Meskens en Van Dyck de hoofdrollen aangeboden kregen, waren ze op doorreis in Azië. In een hotelkamer hebben ze twee scènes uit het script gespeeld, gefilmd en op YouTube geplaatst, waarna de makers van de serie het filmpje bekeken en het koppel liet weten dat de rollen voor hen waren. De telenovelle telde meer dan 200 afleveringen, maar werd geen kijkcijfersucces. Meskens en Van Dyck speelden ook samen een gastrol in de Eén-televisiereeksen Goesting en Witse.
Meskens werkte ook mee aan het vt4-programma De Oplichters, met Tom Waes. Sinds 5 december 2010 is ze eveneens te zien in het komische programma Tegen de Sterren op. Hierin persifleert Meskens een scala aan tv-persoonlijkheden zoals Annemie Struyf, An Lemmens, Natalia Druyts en Astrid Bryan uit Vlaamse Hollywoodvrouwen. Daarnaast neemt ze opnieuw de imitatie van prinses (sinds 2013 koningin) Mathilde voor haar rekening.
Ze wordt relatief vaak gevraagd voor allerhande televisieprogramma's. Zo is ze enkele malen gastjurylid geweest in De Allerslimste Mens ter Wereld en was ze te gast bij het Besluit 2010, een humoristisch jaaroverzicht van Radio 1, dat werd uitgezonden op Canvas.
Bij de jaarlijkse uitreiking van de Vlaamse Televisiesterren was het meer dan eens prijs voor Meskens. Bij de editie van 2011 kreeg ze de prijs voor de beste actrice van 2010, terwijl ze tevens door het publiek werd uitverkoren tot populairste televisiepersoonlijkheid. Het volgende jaar was ze genomineerd als beste actrice (voor haar rollen in Tegen de Sterren op) en in 2013 kreeg ze voor de tweede keer de prijs voor populairste Vlaamse televisiepersoonlijkheid.
In 2012 speelde ze de hoofdrol in de televisieserie Danni Lowinski, die uitgezonden werd op VTM. In 2013 volgde een tweede seizoen van deze serie.
Nathalie Meskens poseerde in 2012 evenals elf andere bekende Vlaamsen voor een naaktkalender ten voordele van de actie 'Kom op tegen Kanker'.
Op 29 mei 2012 werd bekendgemaakt dat er een eenmalig magazine kwam, 'Nathalie' genaamd. Het werd het vierde eenmalige magazine die uitgeverij Sanoma op de markt brengt die opgebouwd is rond een bekende Vlaming.
Tijdens de Story Awards 2012 mocht Meskens drie prijzen in ontvangst nemen: eentje voor "Favoriete actrice", een tweede voor "Vrouw van het jaar" en een derde voor de reeks Danni Lowinski, die de prijs "Beste Televisiereeks" ontving.
Op 28 november 2013 maakte ze haar debuut als presentatrice in het spelprogramma Reclame AUB, dat uitgezonden wordt op VTM.
In 2015 trad Meskens met Laura Lynn en Tine Embrechts op als de band The Lynn Sisters.
In september 2018 begon ze samen met Koen Wauters en Jonas van Geel aan een nieuw programma Wat een Jaar!, uitgezonden op VTM. Op 7 oktober werd ook bekendgemaakt dat zij meedeed aan de musical 40-45, ze speelt vanaf 7 oktober mee in de musical en heden speelt ze nog altijd mee.
In het najaar van 2024 was Meskens een van de deelnemers van The Masked Singer. Zij was verkleed als Poppemie. Zij haalde de finale en werd daarin derde.

## Privé
Meskens en haar toenmalige echtgenoot Jeroen Van Dyck openden in 2012 een Thais restaurant in Antwerpen. In 2013 kreeg het restaurant een vermelding in de culinaire gids GaultMillau. In 2016 besloten Meskens en haar man om uit elkaar te gaan.
Samen met haar vriend van sinds 2017 kreeg Meskens in maart 2020 haar eerste kind, een dochter, en in september 2021 haar tweede kind, een zoon.